# La Truchère
La Truchère is een gemeente in het Franse departement Saône-et-Loire (regio Bourgogne-Franche-Comté) en telt 222 inwoners (2005). De plaats maakt deel uit van het arrondissement Mâcon.

## Geografie
De oppervlakte van La Truchère bedraagt 5,1 km², de bevolkingsdichtheid is 43,5 inwoners per km².
De onderstaande kaart toont de ligging van La Truchère met de belangrijkste infrastructuur en aangrenzende gemeenten.

## Demografie
Onderstaande figuur toont het verloop van het inwonertal (bron: INSEE-tellingen).